# Cantharolethrus luxeri
Cantharolethrus luxerii là một loài stag beetle.